# Dillon Geary
Pour les articles homonymes, voir Geary.
Dillon Geary, né le 17 mai 2002,, est un coureur cycliste sud-africain.

## Palmarès sur route
- 2023
  -  Champion d'Afrique du Sud du contre-la-montre espoirs
- 2024
  -  Champion d'Afrique du Sud du contre-la-montre espoirs
  -  Médaillé d'or de la course en ligne espoirs aux Jeux africains
  -  Médaillé d'or du contre-la-montre espoirs aux Jeux africains
  - 1re étape du Tour of Saint-Louis Omnium
  - Boulevard Road Race
  -  Médaillé d'argent de la course en ligne aux Jeux africains
  -  Médaillé d'argent du contre-la-montre aux Jeux africains
  -  Médaillé d'argent du contre-la-montre par équipes aux Jeux africains
  -  Médaillé d'argent du contre-la-montre par équipes mixtes aux Jeux africains

### Classements mondiaux
| Année                                 | 2023  | 2024 |
| ------------------------------------- | ----- | ---- |
| Classement mondial                    | 1229e | 310e |
| UCI Africa Tour                       | 67e   | 9e   |
|                                       |       |      |
| Légende : nc = non classéSource : UCI |       |      |

## Palmarès sur piste

### Championnats d'Afrique
- Le Caire 2020
  -  Champion d'Afrique de poursuite individuelle juniors
  -  Champion d'Afrique de poursuite par équipes juniors (avec James Swart, Dian Janjetich et Kyle Swanepoel)
  -  Médaillé d'argent de l'omnium juniors
  -  Médaillé d'argent du scratch juniors
- Le Caire 2021
  -  Champion d'Afrique de course aux points
  -  Champion d'Afrique de poursuite par équipes (avec David Maree, Stephanus van Heerden et Kyle Swanepoel)
  -  Médaillé d'argent de la poursuite individuelle
  -  Médaillé de bronze de la course à l'américaine (avec Kyle Swanepoel)

### Championnats nationaux
- 2019
  -  Champion d'Afrique du Sud de course aux points juniors
- 2022
  - 2e du championnat d'Afrique du Sud de poursuite
  - 2e du championnat d'Afrique du Sud de course à l'élimination
  - 3e du championnat d'Afrique du Sud de scratch